# مرتضی سلطانی
مرتضی سلطانی (زاده ۱۳۳۷ در روستای قاهان) کارآفرین و مدیر اهل ایران است.
مرتضی سلطانی، بنیانگذار گروه صنعتی و پژوهشی زر و خلق کنندهٔ برندهای معتبری همچون زر ماکارون است.

## زندگی
مرتضی سلطانی در قلعه مبارک‌آباد قم به دنیا آمد.
کودکی مرتضی سلطانی در شرایطی سخت سپری شده‌است و خانواده‌اش در فقر به سر می‌بردند. از حداقل‌های زندگی محروم بودند و مادر با سختکوشی خود گذران زندگی می‌کرد. آنچنان که خود در خاطراتش گفته‌است به ناچار و برای رفع مشکلات مالی، مدتی کار واکس زدن را تجربه کرده‌است
در زمان انقلاب در رشته مدیریت صنعتی دانشگاه شیراز پذیرفته شد.
او یک درمانگاه خیریه به یاد مادر فقیدش در روستای محل تولد خود، قاهان، ساخته‌است.

## حرفه
تا قبل از انقلاب، ساخت سوله‌ها در انحصار خارجی‌ها بود و با رفتن آن‌ها از ایران، سوله جدیدی ساخته نمی‌شد؛ به همین دلیل، او تصمیم گرفت کار خود را با ساخت سوله در ساوه آغاز کند.
مدتی بعد تصمیم گرفت تا وارد تولید آرد صنعتی شود و در سال ۱۳۷۲ توانست شرکت آرد زرو در سال ۱۳۸۰ اولین کارخانه سمولینای ایران را به بهره‌برداری رساند.
در سال ۱۳۸۴ شرکت زرماکارون را افتتاح کرد.
سپس در سال ۱۳۹۴ اولین پالایشگاه غلات ایران زر فروکتوز را به بهره‌برداری رساند.
- درحال حاضر و در شرایط سخت اقتصادی فعلی این گروه صنعتی یک مگا پروژه بزرگ در صنایع تبدیلی را در دست اجرا و توسعه دارد. بزرگ‌ترین پروژه کانفکشنری خاورمیانه بنام زرکام که در شرایط سخت اقتصادی در حال اجراست.

از ایشان به عنوان پدیده در صنعت ایران یاد شده‌است.

## افتخارات
- دریافت تندیس لوح و نشان امین الضرب به عنوان عالی‌ترین نشان کارآفرینان و صنعتگران برتر از اسحاق جهانگیری معاون اول رئیس‌جمهور و محمدرضا نعمت‌زاده وزیر صنعت، معدن و تجارت.[۱۱]
- اولین مدال افتخار صادرات کشور[۱۲]
- دریافت نشان برند ملی از سازمان توسعه تجارت ایران[۱۳]
- کسب ۸ دوره متوالی لوح و تندیس حمایت از حقوق مصرف‌کننده
- لوح و تندیس واحد نمونه استاندارد کشور
- کسب عنوان سرآمد صنعت ماکارونی ایران[۱۴]
- به این فهرست باید عناوینی چون اعطای تندیس هوش تجاری، اهدای جایزه ملی تجربیات موفق، همکار تجاری برتر، تندیس طلایی حمایت از حقوق مصرف‌کننده، تندیس و شمایل مدیرنمونه جوان، تندیس روز جهانی حلال، منتخب انجمن دارندگان نشان استاندارد و… را نیز اضافه کرد. در طول کمتر از دو سال هشت تن از معاونین و مقامات دولت و پنج وزیر و رئیس‌جمهور از یک نفر تقدیر کرده‌اند که تقریباً در کشور بی نظیر است.

## سوابق علمی و اجتماعی
- رئیس هیئت مدیره انجمن تولیدکنندگان و صادرکنندگان ماکارونی ایران
- نایب رئیس انجمن صنفی آردسازان
- رئیس انجمن صنفی کارفرمایی تولیدکنندگان پالایشگاهی فرآوری غلات کشور
- رئیس انجمن صنفی کارفرمایی تولیدکنندگان و صادرکنندگان و خدمات فنی مهندسی مشتقات قندی فرآوری شده از غلات استان البرز
- عضو هیئت مدیره انجمن مدیران صنایع ایران
- عضو شورای سیاست گذاری جایزه کیفیت غذا و دارو
- عضو هیئت مدیره انجمن تولید، توسعه و ترویج محصولات حلال
- عضو هیئت رئیسه فدراسیون کوهنوردی ایران
- عضو هیئت مدیره انجمن دارندگان نشان استاندارد
- عضو هیئت مؤسس مجمع کارآفرینان ایران
- عضو تشکل صادراتی تخصصی صنایع غذایی سازمان توسعه تجارت
- عضو شورای گفتگوی کشور
- ریاست باشگاه کسب و کار یونسکو ایران